# F5F
F5F ist eine Modellflug-Wettbewerbsklasse im internationalen Luftsport. Das Reglement wird für diese Wettbewerbe von der Fédération Aéronautique Internationale in Übereinstimmung mit den Landesverbänden, in Deutschland dem DAeC, festgelegt. Die einzelnen Zeichen bedeuten: F = Sparte Modellflug, 5 = Elektrischer Modellflug, F = Elektrosegelflug „Einsteigerklasse“. Die entsprechende „Königsklasse“ F5B unterscheidet sich reglementseitig nur durch einige Leistungsdaten.
Nach aktuellem Reglement (Stand 2017) steht für den Antrieb des Modellflugzeugs eine Gesamtenergiemenge von 1300 Watt-Minuten zur Verfügung. Die Elektromotoren werden durch maximal 6 in Serie geschaltete Zellen eines Lithium-Polymer-Akkumulators angetrieben, dessen Mindestgewicht 300 Gramm beträgt.
3 verschiedene Flugaufgaben sind am Stück mit demselben, mindestens 1500 Gramm schweren Modell, welches eine Mindesttragfläche von 36 dm² aufzuweisen hat, zu absolvieren. Dadurch ist ein Kompromiss in der Abstimmung der Modelle unabdingbar.

## Streckenflug
Nach dem Start aus der Hand eines Helfers erfolgt zuerst ein motorischer Steigflug. Mit Verlassen der Wurfhand beginnt die Zeitnahme.
Innerhalb von 200 Sekunden ist eine 150-m-Strecke möglichst oft im Segelflug zu durchfliegen. Motorisches Steigen ist bis zu 10 mal, aber nur einseitig neben der Strecke erlaubt.

## Segelflug
Unmittelbar nach dem Streckenflug sind 10 Minuten möglichst ohne Motoreinsatz zu absolvieren. Thermik am Flugfeld ist hierfür hilfreich.
Jede Sekunde Motorlaufzeit, welche elektronisch überwacht wird, führt zu Punktabzug. Sollte kein Anteil der per Reglement limitierten Energiemenge mehr zur Verfügung stehen, führt dies bei unzureichender Thermik je nach Reglementvariante entweder zu vorzeitiger Landung (bei Abschaltung der Energiezufuhr bei erreichtem Limit) oder verstärktem zusätzlichen Punktabzug in Abhängigkeit der Zuviel verbrauchten Energiemenge.

## Ziellandung
Nach möglichst exakt 10 Minuten sollte die Spitze des Flugmodells innerhalb eines 10-Meter-Kreises zum Stillstand kommen. Landungen im 20- bzw. 30-Meter-Kreis ergeben entsprechend weniger Landepunkte. Außerhalb des größten der konzentrisch angeordneten Zielkreise sowie generell nach mehr als 630 Sekunden Segelzeit werden keine Landepunkte mehr vergeben.